# Rivière du Nord (lac Frémont)
Pour les articles homonymes, voir Rivière du Nord.
La rivière du Nord est un affluent du lac Frémont lequel se déverse dans la rivière Flamand Ouest, coulant du côté ouest de la rivière Saint-Maurice, dans le territoire de la ville de La Tuque, dans la région administrative de la Mauricie, au Québec, au Canada. Le cours de la rivière traverse les cantons de Laporte et de Frémont.
La rivière du Nord fait partie du bassin versant de la rivière Flamand Ouest, de la rivière Flamand, du Réservoir Blanc et de la rivière Saint-Maurice, laquelle se déverse à son tour à Trois-Rivières sur la rive nord du fleuve Saint-Laurent. Elle fait partie du Zec Frémont.
L’activité économique du bassin versant de la rivière du Nord s’avère la foresterie et les activités récréotouristiques. Le cours de la rivière coule entièrement en zones forestières. La surface de la rivière est généralement gelée de la mi-décembre jusqu’à la fin mars.

## Géographie
La rivière du Nord prend sa source à l’embouchure du lac La Roche (longueur : 1,1 km ; altitude : 445 m) dans le canton de Laporte, dans le territoire de La Tuque. Ce lac est localisé du côté sud-ouest d’une montagne dont un sommet atteint 520 m et au nord-est d’une montagne dont un sommet atteint 540 m.
L’embouchure de ce lac La Roche est située à 19,3 km au sud de la confluence de la rivière du Nord, à 64,4 km à l'ouest du centre-ville de La Tuque et à 40,6 km au sud-est du pont ferroviaire du Canadien National de McTavish sur le réservoir Blanc.
À partir de l’embouchure du lac La Roche, la rivière du Nord coule sur 26,6 km, selon les segments suivants :
Cours supérieur de la rivière (segment de 9,2 km)
- 2,0 km vers le nord-ouest, dans le canton de Laporte, en traversant le lac Beaupré (longueur : 1,5 km ; altitude : 437 m) sur sa pleine longueur, jusqu’à l’embouchure ;
- 5,2 km vers le nord en passant du côté est du terrain d’aviation, jusqu’à l’embouchure d’un petit lac (longueur : 0,6 km ; altitude : 425 m) qui recueille la décharge du lac du Falle (venant du nord-est) ;
- 2,0 km vers le nord-ouest, en traversant un lac Milot (longueur : 0,8 km ; altitude : 424 m) et le lac La Tuque (longueur : 0,4 km ; altitude : 422 m), jusqu’à la décharge (venant du nord) des lacs Minet et Harbison ;

Cours inférieur de la rivière (segment de 17,4 km)
- 2,2 km vers l'ouest, en traversant le lac Murray (longueur : 1,1 km ; altitude : 401 m), jusqu’à son embouchure. Note : le lac Murray recueille les eaux de la décharge du lac Milot (venant du sud) ;
- 0,9 km vers le nord en traversant le lac Hydro jusqu’à la limite du canton de Frémont ;
- 3,0 km vers le nord-ouest en traversant le lac Oriscani (altitude : 401 m) sur sa pleine longueur en passant par la baie (longueur : 1,4 km) située au nord-est, jusqu’à son embouchure ;
- 11,3 km vers le nord, jusqu’à la confluence de la rivière[2].

La rivière du Nord se déverse dans le canton de Frémont, sur la rive sud du La Tuque. Ce lac s’avère la continuité vers le nord dans le même axe que la rivière du Nord. Le lac Frémont se déverse par le nord dans la rivière Flamand Ouest.
La confluence de la rivière du Nord est située à :
- 19,0 km au nord-ouest de la confluence de la rivière Flamand Ouest ;
- 30,6 km à l'ouest du pont ferroviaire du Canadien National à McTavish, enjambant le Réservoir Blanc ;
- 71,3 km au nord-ouest du centre-ville de La Tuque.

## Toponymie
Le toponyme rivière du Nord a été officialisé le 7 octobre 1994 à la Commission de toponymie du Québec.